# Žulová
Žulová (in tedesco Friedberg) è una città della Repubblica Ceca facente parte del distretto di Jeseník, nella regione di Olomouc.